# Дегроут
Дегроут (на английски: degrowth; на френски: décroissance) е политическо, икономическо и социално движение, основано върху екологична икономика, анти-консуматорски и антикапиталистически идеи. Също така се счита за съществена икономическа стратегия, която отговаря на дилемата за Границите на растежа. Мислители и активисти на дауншифтинг се застъпват за намаляване на производството и потреблението – свиването на икономиките – като твърдят, че свръхпотреблението е в основата на дългосрочните екологични проблеми и социалните неравенства. Ключът към концепцията за дегроут е, че намаляването на консумацията не изисква индивидуално мъчение или намаляване на благосъстоянието. По-скоро поддръжниците се стремят да максимизират щастието и благосъстоянието чрез не-консумативни средства – споделяне на работа, изразходване на по-малко, докато отделят повече време за изкуство, музика, семейство, природа, култура и общност.

## Начало
Движението произтича от загрижеността за възприеманите последици от продуктивизма и консуматорството, свързани с индустриалните общества (независимо дали капиталистически или социалистически), включително:
- Намалената наличност на енергийни източници (виж Петролния пик)
- Намаляващото качество на околната среда (виж глобалното затопляне, замърсяването, заплахите за биологичното разнообразие)
- Упадъкът на здравето на флората и фауната, от която зависи хората (виж Холоценско масово измиране)
- Появата на отрицателни обществени странични ефекти (виж Устойчивото развитие на ООН, по-лошо здраве, бедност)
- Все по-широкото използване на ресурси от страните от Първия свят за задоволяване на начина на живот, който консумира повече храна и енергия и произвежда повече отпадъци, за сметка на Третия свят (виж неоколониализма)

### Изчерпване на ресурсите
С нарастването на икономиките необходимостта от ресурси нараства съответно (освен ако няма промени в ефективността или търсенето на различни продукти поради промени в цените). Има постоянна доставка на невъзобновяеми ресурси, като петрол (петрол), и тези ресурси неизбежно ще бъдат изчерпани. Възобновяемите ресурси също могат да бъдат изчерпани, ако се извличат при неустойчиви нива за продължителни периоди. Например, това се случи с производството на хайвер в Каспийско море. Има голяма загриженост за това как нарастващото търсене на тези ресурси ще бъде постигнато, тъй като доставките намаляват. Много организации и правителства търсят енергийни технологии като биогорива, слънчеви клетки и вятърни турбини, за да посрещнат разликата в търсенето след петрола. Други твърдят, че нито една от алтернативите не може ефективно да замени гъвкавостта и преносимостта на нефта. Авторите на книгата Техно-Фикс критикуват технологичните оптимисти за пренебрегване на ограниченията на технологиите в решаването на селскостопанските и социалните предизвикателства, произтичащи от растежа.
Привържениците на „дегроут“ твърдят, че намаляването на търсенето е единственият начин за постоянно затваряне на разликата в търсенето. За възобновяемите ресурси, търсенето и следователно производството трябва също да бъдат сведени до нива, които предотвратяват изчерпването и са екологично чисти. Преминаването към общество, което не зависи от петрола, се счита за съществено за избягване на социалния срив, когато невъзобновяемите ресурси се изчерпят.

### Екологичен отпечатък
Екологичният отпечатък е мярка за човешкото търсене на екосистемите на Земята. Той сравнява човешкото търсене с екологичната способност на планетата Земя да се регенерира. Тя представлява количеството биологично продуктивна земя и морска зона, необходими за възстановяване на ресурсите, които човешкото население консумира, и за абсорбиране и обезвреждане на съответните отпадъци. Според доклада на Global Footprint Network от 2005 г. жителите на страни с високи доходи живеят от 6,4 глобални хектара (gHa), докато тези от страни с ниски доходи живеят от един-единствен обект. Например, докато всеки жител на Бангладеш живее от това, което те произвеждат от 0,56 gHa, северноамериканският жител изисква 12,5 gHa. Всеки жител на Северна Америка използва 22,3 пъти повече земя от този в Бангладеш. Според същия доклад средният брой глобални хектари на човек е 2,1, докато сегашните нива на потребление са достигнали 2,7 хектара на човек. За да може населението на света да постигне жизнените стандарти, типични за европейските страни, ще са необходими ресурси между три и осем планети Земя с настоящите нива на ефективност и средства за производство. За да бъде постигнато световното икономическо равенство с настоящите налични ресурси, защитниците твърдят, че богатите страни ще трябва да намалят стандарта си на живот чрез дегроут. Ограниченията на ресурсите в крайна сметка ще доведат до принудително намаляване на потреблението. Контролираното намаляване на потреблението би намалило травмата на тази промяна, ако не приемем, че технологичните промени увеличават капацитета на планета.

## Произход на движението
Съвременното движение може да проследи корените си до антииндустриалистическите тенденции на XIX век, разработени във Великобритания от Джон Ръскин, Уилям Морис и движението за изкуства и занаяти (1819 – 1900), в САЩ от Хенри Дейвид Торо (1817 – 1862), а в Русия – от Л. Толстой (1828 – 1910).
Идеята за „дегроут“ се появи през 70-те години, предложена от Андре Горц (1972) и интелектуалци като Николас Жоргеску-Роен (Georgescu-Roegen), Жан Бодрияр, Едуард Голдсмит и Иван Илич, чиито идеи отразяват тези на по-ранните мислители, като икономиста Е.Й. Мишан, индустриалният историк Том Ролт и радикалният социалист Тони Търнър. Писанията на Махатма Ганди и JC Kumarappa също съдържат подобни философии, особено по отношение на неговата подкрепа на доброволна простота.
В по-общ план движенията за дегроут се основават на ценностите на хуманизма, просвещението, антропологията и човешките права.

### Доклади наРимския клуб
През 1968 г. Римският клуб, мозъчен тръст със седалище в Винтертур, Швейцария, поискал от изследователите от Масачузетския технологичен институт доклад за практическите решения на проблемите от световно значение. Докладът, наречен „Границите на растежа“, публикуван през 1972 г., стана първото важно проучване, което показа екологичните рискове от безпрецедентния икономически растеж, който светът преживява тогава.
Докладите (известни също като Докладите на Медоуз) не са строго основателни текстове, тъй като тези доклади само препоръчват нулев растеж и също са използвани за подпомагане на движението за устойчиво развитие. Все пак, те се считат за първите официални проучвания, които изрично представят икономическия растеж като основна причина за увеличаване на глобалните екологични проблеми като замърсяването, недостига на суровини и унищожаването на екосистемите. Вторият доклад е публикуван през 1974 г. и заедно с първото привлече значително внимание към темата.

### Шумахер и будистка икономика
Книгата на Е.Ф. Шумахер от 1973 г. Малкото е красиво предшества единно движение за дегроут, но въпреки това служи като важна основа за идеите за дегроут. В тази книга той критикува неолибералния модел на икономическо развитие, като твърди, че нарастващият „жизнен стандарт“, основан на потреблението, е абсурден като цел на икономическата дейност и развитие. Вместо това, според това, което той нарича будистка икономика, ние трябва да се стремим да максимизираме благосъстоянието, като същевременно минимизираме потреблението.

## Дегроут движение

### Конференции
Движението също е включена международни конференции, насърчавани от мрежата Research & Degrowth (R & D), в Париж (2008), Барселона (2010), Монреал (2012), Венеция (2012), Лайпциг (2014), Будапеща (2016), и Малмьо (2018 г.).

### Конференция в Барселона (2010)
Първата международна конференция за икономически растеж за екологична устойчивост и социална справедливост в Париж (2008) е дискусия за финансовата, социалната, културната, демографската, екологичната криза, причинена от недостатъците на капитализма и обяснение на основните принципи на дегроут. Втората международна конференция на Барселона, от друга страна, се съсредоточава върху конкретни начини за прилагане на общество за дегроут.
Разработени са конкретни предложения за бъдещи политически действия, включително:
- Насърчаване на местните валути, елиминиране на финасите и реформи от интерес
- Преход към предприятия с нестопанска цел и малки предприятия
- Увеличаване на местните блага и подкрепа на приобщаващи подходи при вземането на решения
- Намаляване на работното време и улесняване на доброволческата работа
- Повторно използване на празни жилища и коучинг
- Въвеждане на основния доход и таван на дохода, изграден върху максимално-минимално съотношение
- Ограничаване на експлоатацията на природните ресурси и опазване на биоразнообразието и култура чрез регулации, данъци и компенсации
- Минимизиране на производството на отпадъци с образователни и правни инструменти
- Премахване на мегаинфраструктури, преход от система, базирана на автомобили, към по-местна колоездене, базирана на ходене.
- Потискане на рекламата от публичното пространство[23]

### Дегроут по света
Въпреки че не е изрично наречен Degroth, движения, използващи подобни концепции и терминология, могат да бъдат намерени по целия свят, като например Buen Vivir в Латинска Америка или Eco-Swaraj в Индия.